# Géant Vert (écrivain)
Pour l'entreprise d'agroalimentaire homonyme, voir Géant Vert.
Géant-Vert est un parolier, écrivain et critique rock français, spécialisé dans le punk rock.
Fabrice Laperche, de son vrai nom, est connu pour avoir été parolier de groupes comme Parabellum, Sourire Kabyle ou Les Rats.

## Biographie
Né Fabrice Laperche, il doit son surnom à sa taille (2 mètres 02[pas clair]) et à un imperméable kaki qu'il portait adolescent. Marqué par la première vague punk rock britannique et américaine, il fonde Parabellum en 1984. En 1987, il écrit le livre Casse Bonbons, un polar punk rock. Puis il s'oriente vers le journalisme, commence à Télérama puis quelques années plus tard rejoint Rock & Folk. En 1998, il publie un livre sur les Sex Pistols aux éditions Alternatives. En 2012, il publie, aux éditions Hoëbeke, Blitzkrieg, un livre retraçant l'histoire du punk (1976-1979) en 45 tours.
Il fonde en parallèle le groupe Karbala 413, comprenant des membres de La Souris Déglinguée et le dessinateur Philippe Vuillemin.

## Ouvrages
- Casse bonbons, éditions Ledrappier, janvier 1987.
- Les Sex Pistols. L'histoire du groupe en chair et en cire, éditions Alternatives, septembre 1998  (ISBN 9782862271378).
- Géant Vert : Blitzkrieg, l'histoire du punk en 45 tours (d), éditions Hoëbeke, septembre 2012, 176 p.  (ISBN 9782-84230-454-6).